# Flavio Martino
Flavio Martino (latino: Flavius Martinus; fl. 353) fu vicarius della diocesi di Britannia attorno al 353, sotto l'imperatore Costanzo II.
Fu lui a cercare di tenere sotto controllo le violente contestazioni seguite alla sconfitta di Magnenzio, suicidandosi dopo uno scontro con Paolo Catena, notabile imperiale inviato nell'isola dall'imperatore.